# Crocodillin
Crocodillin är trivialnamnet för ett antibakteriellt ämne funnet i blodet hos krokodiler.
Det verksamma ämnet är en peptid och isolerades först av Gill Diamon. Ämnet är troligen en förklaring till hur krokodiler kan överleva allvarliga sårskador i den mycket septiska och smittsamma miljö som de vistas i.